# Stadsprijs Geraardsbergen
De Stadsprijs Geraardsbergen was een eendaagse wielerwedstrijd die in en rond de Oost-Vlaamse stad Geraardsbergen werd verreden. De wedstrijd vond plaats in de zomer en was onderdeel van de lokale kermis. De rijdag viel doorgaans op een woensdag. De Stadsprijs Geraardsbergen was de oudste kermiskoers van België.
De wielerwedstrijd maakte geen deel uit van de UCI-wedstrijden. De laatste editie van de Stadsprijs werd in 2022 verreden, waarna de race als MuurClassic verderging.

## Winnaars

### Meervoudige winnaars
| Overwinningen | Renner              | Land   | Jaren                                    |
| ------------- | ------------------- | ------ | ---------------------------------------- |
| 7             | Ferdi Van Den Haute | België | 1977, 1978, 1980, 1983, 1984, 1985, 1986 |
| 2             | Alfred Hamerlinck   | België | 1933, 1934                               |
| 2             | Michel Van Aerde    | België | 1956, 1957                               |
| 2             | Jacques De Boever   | België | 1962, 1965                               |
| 2             | Julien Van Lint     | België | 1969, 1970                               |
| 2             | Serge Baguet        | België | 1994, 2000                               |
| 2             | Xandro Meurisse     | België | 2017, 2021                               |

1912 · 1913 · 1914–1919 · 1920 · 1921–1926 · 1927 · 1928–1932 · 1933 · 1934 · 1935 · 1936 · 1937 · 1938 · 1939 · 1940 · 1941 · 1942 · 1943 · 1944 · 1945 · 1946 · 1947 · 1948 · 1949 · 1950 · 1951 · 1952 · 1953 · 1954 · 1955 · 1956 · 1957 · 1958 · 1959 · 1960 · 1961 · 1962 · 1963 · 1964 · 1965 · 1966 · 1967 · 1968 · 1969 · 1970 · 1971 · 1972 · 1973 · 1974 · 1975 · 1976 · 1977 · 1978 · 1979 · 1980 · 1981 · 1982 · 1983 · 1984 · 1985 · 1986 · 1987 · 1988 · 1989 · 1990 · 1991 · 1992 · 1993 · 1994 · 1995 · 1996 · 1997 · 1998 · 1999 · 2000 · 2001 · 2002 · 2003 · 2004 · 2005 · 2006 · 2007 · 2008 · 2009 · 2010 · 2011 · 2012 · 2013 · 2014 · 2015 · 2016 · 2017 · 2018 · 2019 · 2020 · 2021 · 2022 · →